# Crypthelia cymas
Crypthelia cymas är en nässeldjursart som beskrevs av Stephen D. Cairns 1986. Crypthelia cymas ingår i släktet Crypthelia och familjen Stylasteridae. Inga underarter finns listade i Catalogue of Life.